# Ramsayornis
Ramsayornis är ett litet fågelsläkte i familjen honungsfåglar inom ordningen tättingar. Släktet omfattar endast två arter som förekommer i norra Australien och på Nya Guinea:
- Tvärbandad honungsfågel (R. fasciatus)
- Brunryggig honungsfågel (R. modestus)